# Kunstrijden op de Olympische Winterspelen 1976
Het kunstrijden is een van de sporten die beoefend werden tijdens de Olympische Winterspelen 1976 in Innsbruck. Het was de veertiende keer dat het kunstrijden op het olympische programma stond. In 1908 en 1920 stond het op het programma van de Olympische Zomerspelen. De wedstrijden vonden plaats van 4 tot en met 13 februari in het Olympia-eisstadion.
Naast de disciplines voor de mannen, de vrouwen en de paren die alle edities op het programma stonden, stond het ijsdansen voor het eerst als olympische discipline op het programma. In 1948 en 1968 was het een demonstratiesport bij de Olympische Winterspelen.
In totaal namen 105 deelnemers (52 mannen en 53 vrouwen) uit achttien landen deel aan deze editie.
De Oost-Duitser Jan Hoffmann was de enige deelnemer die voor de derde keer deelnam. Drie mannen, drie vrouwen, twee paren en de paarrijders Irina Rodnina (in 1972 met Aleksej Oelanov, dit jaar met Aleksandr Zajtsev) en Colin Taylforth (in 1972 met Linda Connolly, dit jaar met echtgenote Erika Taylforth) namen voor de tweede keer deel.
Net als bij de Spelen van 1972 veroverde Irina Rodnina met haar schaatspartner de olympische titel. Het Oost-Duitse paar Manuela Groß / Uwe Kagelmann won net als in 1972 de bronzen medaille.

## Uitslagen
| Eindrangschikking |
| --- |
| Elk van de negen juryleden rangschikte de deelnemers/de paren van plaats 1 tot en met de laatste plaats. Deze plaatsing geschiedde op basis van het toegekende puntentotaal door het jurylid gegeven. De uiteindelijke rangschikking geschiedde bij een meerderheidsplaatsing (r/m). Wanneer een deelnemer/paar als enige bij meerderheid als eerste was gerangschikt, kreeg deze de eerste plaats toebedeeld. Vervolgens werd voor elke volgende positie deze procedure herhaald, waarbij het aantal plaatsingen voor die positie werd bepaald door het aantal keren dat diezelfde positie of hogere positie werd behaald (dus, voor plaats 2 telden alle top 2 plaatsen, voor plaats 3 alle top 3 plaatsen, enz.). Wanneer geen meerderheidsplaatsing kon worden bepaald dan werd de procedure voor de volgende positie ingezet. Wanneer meerdere deelnemers een gelijk aantal meerderheidsplaatsingen hadden dan waren de beslissende factoren: 1) de laagste som van de meerderheidsplaatsingen (pc/rm), 2) laagste som van plaatsingcijfers van alle juryleden (pc/9), 3) totaal behaalde punten. |

### Mannen
Op 8 (verplichte kür), 9 (korte kür) en 11 februari (vrije kür) streden twintig mannen uit twaalf landen om de medailles.
r/m = rangschikking bij meerderheid, pc/rm = som van de meerderheidsplaatsingen, pc/9 = som plaatsingcijfers van alle negen juryleden (vet = beslissingsfactor)
| rang   | sporter(s)             | land | r/m                               | pc/rm | pc/9 | punten |
| ------ | ---------------------- | ---- | --------------------------------- | ----- | ---- | ------ |
| Goud   | John Curry             | GBR  | 7×2 (2-1-1-1-1-1-1-2-1)           | 7     | 11   | 192,74 |
| Zilver | Vladimir Kovalev       | URS  | 5×3 (4-2-4-2-4-5-3-13)            | 11    | 28   | 187,64 |
| Brons  | Toller Cranston        | CAN  | 5×3 (1-3-2-4-6-2-5-3-4)           | 11    | 30   | 187,38 |
| 4      | Jan Hoffmann           | GDR  | 6×4 (3-5-5-3-3-3-4-6-2)           | 18    | 34   | 187,34 |
| 5      | Sergej Volkov          | URS  | 6×6 (6-4-6-5-7-12-2-4-7)          | 27    | 53   | 184,08 |
| 6      | David Santee           | USA  | 6×6 (5-7-3-7-2-6-6-7-6)           | 28    | 49   | 184,28 |
| 7      | Terry Kubicka          | USA  | 7×7 (7-6-8-6-5-4-7-8-5)           | 40    | 56   | 183,30 |
| 8      | Joeri Ovtsjinnikov     | URS  | 5×8 (9-8-10-8-10-9-8-5-8)         | 37    | 75   | 180,04 |
| 9      | Minoru Sano            | JPN  | 8×9 (8-9-9-9-8-8-9-9-10)          | 69    | 79   | 178,72 |
| 10     | Robin Cousins          | GBR  | 8×10 (10-10-7-10-9-7-11-10-9)     | 72    | 83   | 178,14 |
| 11     | Mitsuru Matsumura      | JPN  | 7×11 (11-11-11-12-12-10-10-11-11) | 75    | 99   | 172,48 |
| 12     | Zdeněk Pazdírek        | TCH  | 8×12 (12-12-12-11-11-11-12-12-13) | 93    | 106  | 171,60 |
| 13     | Pekka Leskinen         | FIN  | 6×13 (13-13-13-14-14-13-14-13-12) | 77    | 119  | 166,98 |
| 14     | Stan Bohonek           | CAN  | 8×14 (14-15-14-13-13-14-13-14-14) | 109   | 124  | 165,88 |
| 15     | Jean-Christophe Simond | FRA  | 6×15 (15-14-15-15-16-15-16-16-15) | 89    | 137  | 159,44 |
| 16     | Glyn Jones             | GBR  | - (16-16-16-16-15-16-15-15-16)    | 141   | 141  | 159,44 |
| -      | Ron Shaver             | CAN  | opgave                            |       |      |        |
| -      | Ronald Koppelent       | AUT  | opgave                            |       |      |        |
| -      | Billy Schober          | AUS  | opgave                            |       |      |        |
| -      | László Vajda           | HUN  | opgave                            |       |      |        |

### Vrouwen
Op 10 (verplichte kür), 11 (korte kür) en 13 februari (vrije kür) streden 21 vrouwen uit vijftien landen om de medailles.
r/m = rangschikking bij meerderheid, pc/rm = som van de meerderheidsplaatsingen, pc/9 = som plaatsingcijfers van alle negen juryleden (vet = beslissingsfactor)
| rang   | sporter(s)                | land | r/m                                 | pc/rm | pc/9  | punten |
| ------ | ------------------------- | ---- | ----------------------------------- | ----- | ----- | ------ |
| Goud   | Dorothy Hamill            | USA  | 9×1 (1-1-1-1-1-1-1-1-1)             | 9     | 9     | 193,80 |
| Zilver | Dianne de Leeuw           | NED  | 7×2 (2-2-3-2-2-3-2-2-2)             | 14    | 20    | 190,24 |
| Brons  | Christine Errath          | GDR  | 7×3 (3-3-2-3-3-4-4-3-3)             | 20    | 28    | 188,16 |
| 4      | Anett Pötzsch             | GDR  | 9×4 (4-4-4-4-4-2-3-4-4)             | 33    | 33    | 187,42 |
| 5      | Isabel de Navarre         | FRG  | 5×6 (7-8-5-10-5-6-8-5-5)            | 26    | 59    | 182,42 |
| 6      | Wendy Burge               | USA  | 6×7 (5-5-7-7-10-7-6-8-8)            | 37    | 63    | 182,14 |
| 7      | Susanna Driano            | ITA  | 6×7 (8-7-6-6-8-9-5-7-7)             | 38    | 63    | 181,62 |
| 8      | Linda Fratianne           | USA  | 6×8 (9-6-9-8-6-8-9-6-6)             | 40    | 67    | 181,86 |
| 9      | Lynn Nightingale          | CAN  | 5×8 (6-9-8-5-9-5-7-9-9)             | 31    | 67    | 181,72 |
| 10     | Dagmar Lurz               | FRG  | 6×10 (11-10-10-9-11-11-10-10-10)    | 59    | 92    | 178,04 |
| 11     | Marion Weber              | GDR  | 5×11 (12-12-11-11-7-12-12-11-11)    | 51    | 99    | 175,82 |
| 12     | Jelena Vodorezova         | URS  | 8×12 (10-11-12-12-12-10-13-12-12)   | 91    | 104   | 175,58 |
| 13     | Emi Watanabe              | JPN  | 5×13 (13,5-13-14-13-13-14-11-13-14) | 63    | 118,5 | 171,72 |
| 14     | Kim Alletson              | CAN  | 9×14 (13,5-14-13-14-14-13-14-14-13) | 122,5 | 122,5 | 171,64 |
| 15     | Karena Richardson         | GBR  | 7×15 (15-15-15-15-15-15-15-16-16)   | 105   | 137   | 166,52 |
| 16     | Claudia Kristofics-Binder | AUT  | 8×17 (17-17-16-18-17-17-17-15-15)   | 131   | 149   | 162,88 |
| 17     | Yun Hyo-jin               | KOR  | 7×18 (18-16-19-16-18-19-16-18-18)   | 120   | 158   | 159,64 |
| 18     | Grażyna Dudek             | POL  | 7×18 (19-19-18-17-16-18-18-17-17)   | 121   | 159   | 159,48 |
| 19     | Eva Ďurišinová            | TCH  | 9×19 (16-18-17-19-19-16-19-19-19)   | 162   | 162   | 158,22 |
| 20     | Sharon Burley             | AUS  | - (20-20-20-20-20-20-20-20-20)      | 180   | 180   | 149,26 |
| -      | Danielle Rieder           | SUI  | opgave                              |       |       |        |

### Paren
Op 5 (korte kür) en 7 februari (vrije kür) streden veertien paren uit negen landen om de medailles.
r/m = rangschikking bij meerderheid, pc/rm = som van de meerderheidsplaatsingen, pc/9 = som plaatsingcijfers van alle negen juryleden (vet = beslissingsfactor)
| rang   | sporter(s)                              | land | r/m                               | pc/rm | pc/9 | punten |
| ------ | --------------------------------------- | ---- | --------------------------------- | ----- | ---- | ------ |
| Goud   | Irina Rodnina / Aleksandr Zajtsev       | URS  | 9×1 (1-1-1-1-1-1-1-1-1)           | 9     | 9    | 140,54 |
| Zilver | Romy Kermer / Rolf Österreich           | GDR  | 6×2 (2-2-2-3-2-3-2-3-2)           | 12    | 21   | 136,35 |
| Brons  | Manuela Groß / Uwe Kagelmann            | GDR  | 7×4 (5-4-3-5-3-4-3-4-3)           | 24    | 34   | 134,57 |
| 4      | Irina Vorobieva / Aleksandr Vlasov      | URS  | 6×4 (3-3-4-2-4-5-4-5-5)           | 20    | 35   | 134,52 |
| 5      | Tai Babilonia / Randy Gardner           | USA  | 9×5 (4-5-5-4-5-2-5-2-4)           | 36    | 36   | 134,24 |
| 6      | Kerstin Stolfig / Veit Kempe            | GDR  | 5×6 (8-6-6-7-7-7-6-6-6)           | 30    | 59   | 129,57 |
| 7      | Karin Künzle / Christian Künzle         | SUI  | 7×7 (6-7-7-9-6-6-9-7-7)           | 46    | 64   | 128,97 |
| 8      | Corinna Halke / Eberhard Rausch         | FRG  | 6×8 (9-9-8-6-8-9-7-8-8)           | 45    | 72   | 127,37 |
| 9      | Marina Leonidova / Vladimir Bogoljoebov | URS  | 8×9 (7-8-9-8-9-8-8-10-9)          | 66    | 76   | 127,06 |
| 10     | Ursula Nemec / Michael Nemec            | AUT  | 7×10 (10-10-10-10-10-14-10-12-10) | 70    | 96   | 121,30 |
| 11     | Erika Taylforth / Colin Taylforth       | GBR  | 7×12 (14-12-12-14-11-10-12-11-12) | 80    | 108  | 120,40 |
| 12     | Alice Cook / William Fauver             | USA  | 6×12 (13-13-13-12-12-12-11-9-11)  | 67    | 106  | 119,36 |
| 13     | Ingrid Spiegelová / Alan Spiegel        | TCH  | 8×13 (11-11-11-13-13-13-14-13-13) | 98    | 114  | 118,39 |
| 14     | Candy Jones / Donald Fraser             | CAN  | - (12-14-14-11-14-11-13-14-14)    | 117   | 117  | 116,54 |

### IJsdansen
Op 4 en 5 (verlichte kür) en 9 februari (vrije kür) streden achttien paren uit negen landen om de medailles.
r/m = rangschikking bij meerderheid, pc/rm = som van de meerderheidsplaatsingen, pc/9 = som plaatsingcijfers van alle negen juryleden (vet = beslissingsfactor)
| rang   | sporter(s)                               | land | r/m                               | pc/rm | pc/9 | punten |
| ------ | ---------------------------------------- | ---- | --------------------------------- | ----- | ---- | ------ |
| Goud   | Ljoedmila Pachomova / Aleksandr Gorsjkov | URS  | 9×1 (1-1-1-1-1-1-1-1-1)           | 9     | 9    | 209,92 |
| Zilver | Irina Moisejeva / Andrej Minenkov        | URS  | 7×2 (3-2-2-3-2-2-2-2-2)           | 14    | 20   | 204,88 |
| Brons  | Colleen O'Connor / James Millns          | USA  | 7×3 (2-3-4-2-4-3-3-3-3)           | 19    | 27   | 202,64 |
| 4      | Natalja Linitsjoek / Gennadi Karponossov | URS  | 8×4 (5-4-3-4-3-4-4-4-4)           | 30    | 35   | 199,10 |
| 5      | Krisztina Regöczy / András Sallay        | HUN  | 6×5 (4-6-5-6,5-5-5-5-5-7)         | 29    | 48,5 | 195,92 |
| 6      | Matilde Ciccia / Lamberto Ceserani       | ITA  | 5×6 (8-5-6-6,5-6-7-6-6-8)         | 29    | 58,5 | 191,46 |
| 7      | Hilary Green / Glyn Watts                | GBR  | 9×7 (6-7-7-5-7-6-7-7-5)           | 57    | 57   | 191,40 |
| 8      | Janet Thompson / Warren Maxwell          | GBR  | 8×9 (9-9-9-8-9-8-8-8-10)          | 68    | 78   | 186,80 |
| 9      | Teresa Weyna / Piotr Bojańczyk           | POL  | 5×9 (14-8-8-12-8-9-9-10-12)       | 42    | 90   | 182,20 |
| 10     | Barbara Berezowski / David Porter        | CAN  | 5×10 (7-10-11-9-11-10-11-11-6)    | 42    | 86   | 182,90 |
| 11     | Eva Peštová / Jiří Pokorný               | TCH  | 8×11 (11-11-10-13-10-11-10-9-11)  | 83    | 96   | 180,60 |
| 12     | Kay Barsdell / Kenneth Foster            | GBR  | 6×12 (12-12-13-11-13-12-12-12-14) | 71    | 111  | 175,16 |
| 13     | Susan Carscallen / Eric Gillies          | CAN  | 8×13 (10-15-12-10-12-13-13-13-9)  | 92    | 107  | 175,96 |
| 14     | Isabella Rizzi / Luigi Freroni           | ITA  | 7×15 (15-13-14-15-14-14-16-17-15) | 100   | 133  | 168,64 |
| 15     | Judi Genovesi / Kent Weigle              | USA  | 5×15 (13-16-15-17-16-16-14-14-13) | 69    | 134  | 168,26 |
| 16     | Stefania Bertele / Walter Cecconi        | ITA  | 8×16 (16-14-16-16-15-15-15-16-17) | 123   | 140  | 166,22 |
| 17     | Susan Kelley / Andrew Stroukoff          | USA  | - (17-17-17-14-17-17-17-15-16)    | 147   | 147  | 165,12 |
| -      | Susi Handschmann / Peter Handschmann     | AUT  | opgave                            |       |      |        |

## Medaillespiegel
| rang | land             | Goud | Zilver | Brons | totaal |
| ---- | ---------------- | ---- | ------ | ----- | ------ |
| 1    | Sovjet-Unie      | 2    | 2      | 0     | 4      |
| 2    | Verenigde Staten | 1    | 0      | 1     | 2      |
| 3    | Groot-Brittannië | 1    | 0      | 0     | 1      |
| 4    | DDR              | 0    | 1      | 2     | 3      |
| 5    | Nederland        | 0    | 1      | 0     | 1      |
| 6    | Canada           | 0    | 0      | 1     | 1      |
|      |                  | 4    | 4      | 4     | 12     |

Londen 1908 · 
Antwerpen 1920 · 
Chamonix 1924 · 
St. Moritz 1928 · 
Lake Placid 1932 · 
Garmisch-Partenkirchen 1936 · 
St. Moritz 1948 · 
Oslo 1952 · 
Cortina d'Ampezzo 1956 · 
Squaw Valley 1960 · 
Innsbruck 1964 · 
Grenoble 1968 · 
Sapporo 1972 · 
Innsbruck 1976 · 
Lake Placid 1980 · 
Sarajevo 1984 · 
Calgary 1988 · 
Albertville 1992 · 
Lillehammer 1994 · 
Nagano 1998 · 
Salt Lake City 2002 · 
Turijn 2006 · 
Vancouver 2010 · 
Sotsji 2014 · 
Pyeongchang 2018 · 
Peking 2022
Olympische medaillewinnaars
Alpineskiën · Biatlon · Bobsleeën · Kunstrijden · Langlaufen · Noordse combinatie · Rodelen · Schaatsen · Schansspringen · IJshockey